# 内藤政為
内藤 政為（ないとう まさため）は、江戸時代中期の陸奥国湯長谷藩の世嗣。

## 略歴
湯長谷藩6代藩主・内藤貞幹の長男として誕生。母は土方雄端の娘。子に娘（内藤政環正室）がいる。
嫡子だったが、病弱を理由に廃嫡された。